# Sabina Selimovic y Samra Kesinovic
Sabina Selimovic (c. 16 de febrero de 1999 – 2014?) y Samra Kesinovic (c. 25 de septiembre de 1997 – 2015?) fueron dos adolescentes austríacas de origen bosnio, quienes emigraron hacia Siria para unirse al grupo terrorista Estado Islámico de Irak y el Levante en abril de 2014.
Selimovic y Kesinovic nacieron en el seno de familias inmigrantes bosnias que habían huido de la Guerra de Bosnia durante la década de 1990. Se cree que Selimovic y Kesinovic, quienes residían en Viena, se habrían radicalizado después de leer sobre la yihad en Internet, combinado con sus asistencias a la mezquita de Viena. Ante ello, en abril de 2014, ambas jóvenes dejaron sus hogares en Viena, y viajaron hacia Siria vía Turquía para unirse al grupo terrorista Estado Islámico. Las amigas dejaron una carta a sus padres que decía "No nos busquen. Nosotras serviremos a Alá y moriremos por él." Posteriormente, publicaron fotografías en las redes sociales, en donde se las veía vistiendo burkas y manejando armas de asalto. Un amigo íntimo de Selimovic y Kesinovic dijo en Paris Match que las jóvenes habían contraído matrimonios con combatientes chechenos, y que temían que en caso de que regresaran a Austria, podrían ir a la cárcel. En diciembre de 2015, una mujer tunecina que había desertado del ISIS declaró en The Sun que ella y Kesinovic estuvieron juntas en una casa en Siria, donde ambas eran obligadas a servir como esclavas sexuales para los soldados yihadistas. Al parecer, se les exigía que prestaran servicios sexuales para los nuevos reclutas.
En octubre de 2014, se reportó que Selimovic y Kesinovic deseaban regresar a Austria, pero en septiembre se informó que Selimovic había sido asesinada mientras combatía para el Estado Islámico en Siria. A finales de 2015, se reportó que Kesinovic habría sido golpeada hasta la muerte con un martillo, después de intentar escapar de su esclavitud sexual en Al Raqa.